# Grandes compagnies
« routiers » redirige ici. Pour l’article homophone, voir routier.
Ne doit pas être confondu avec Grande Compagnia.

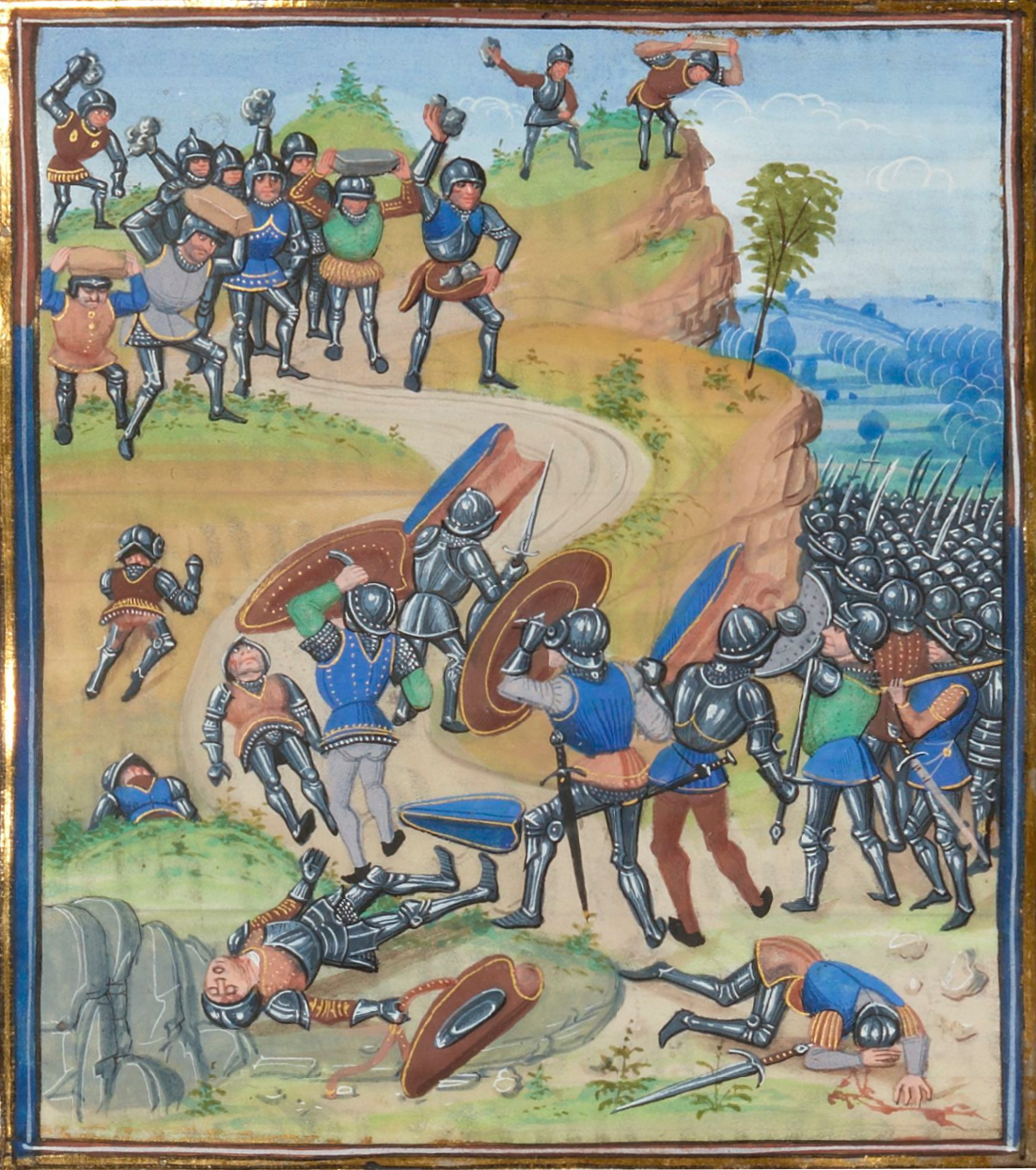
Les Tard-venus défont en 1362 à Brignais, près de Lyon, l'ost royal.
Chroniques de Jean Froissart (manuscrits Gruuthuse), Paris, BnF, ms. Français 2644, 3e quart du XVe siècle.

Les compagnies de mercenaires recrutées du XIIe siècle au XIVe siècle, privées d'employeurs pendant les périodes de paix, se regroupaient en bandes appelées grandes compagnies, et vivaient au détriment des populations. Ces mercenaires étaient désignés comme « routiers », car appartenant à une « route » (une « troupe armée » en ancien et moyen français), et aussi « ribauds », « cottereaux » ,ou « brabançons »

## Début de la présence permanente dans les armées royales
Une première vague de compagnies de routiers est apparue au XIIe siècle et XIIIe siècle. Ces mercenaires étaient déjà présents au début du XIIe siècle. Ils participent notamment à la guerre civile en Angleterre (qui oppose le Roi  Étienne à Mathilde la mère d'Henri II entre 1137 et 1153) ; mais ils sont intégrés de façon permanente à l'armée du roi d'Angleterre Henri II à partir de 1159. Il faut attendre les années 1180 pour constater le même phénomène dans les troupes du roi de France sous Philippe Auguste.

## Un corps décisif dans les batailles
Ces Routiers étaient des éléments importants des armées d'Henri II d'Angleterre puis de ses fils Richard Ier d'Angleterre et Jean sans Terre. Ces troupes de mercenaires aguerris, organisées et très mobiles pour l'époque constituaient un élément décisif dans les batailles. Elles permirent à Henri II d'Angleterre de remporter plusieurs victoires. Le roi de France Philippe Auguste dut lui aussi avoir recours aux compagnies de routiers pour vaincre les Plantagenêt.
Un autre exemple de leur importance : au début de son règne, Jean sans Terre était plus riche et plus puissant que le roi de France, mais en 1204, Jean ne paya pas ses mercenaires ; certains, comme Lupicaire, passèrent dans le camp ennemi ; de l'autre côté, Philippe Auguste avait, au moins, la troupe de mercenaires de Lambert Cadoc qui lui permit de prendre Château Gaillard.

## Les grandes compagnies en France

### XIIesiècleetXIIIesiècle

#### Chefs routiers célèbres
- Curbaran[5]
- Raymont Brun[5]
- Lambert Cadoc
- Mercadier
- Lupicaire
- Martin Algais
- Louvart
- Brandin
- Falco ou Falcaise[6]
- Guillaume d'Ypres
- Renaud de Dammartin[6]
- Arnaud[6]
- Courberan[6]

#### Origines géographiques
Les routiers proviennent de nombreuses régions. Mais beaucoup sont issus de régions pauvres comme la Provence et les Pyrénées ou de zones surpeuplées telles que le Brabant, la Flandre et le Hainaut.

#### Noms désignant les routiers
Les routiers sont désignés avec une grande variété de noms provenant, notamment, de leurs origines géographiques ou de leurs tenues :
- Allemands
- Aragonais
- Bandouliers (de bandolero, brigand en espagnol : originaires des Pyrénées)
- Basques
- Brabançons
- Bretons
- Catalans
- Cotereaux : Provenant de couteau ou de cottier (paysan pauvre) ou encore de coterie
- Gascons
- Hennuyers
- Mainades
- Navarrais
- Paillers : Ils portaient une paille sur leur chapeau comme signe distinctif
- Ravisseurs
- Routiers
- Triaverdins

### XIVesiècle
Les grandes compagnies étaient des troupes d'aventuriers qui, financées par les princes en temps de guerre, vivaient de pillage et de rançons en temps de paix ou de trêve. Elles désolèrent la France au XIVe siècle, sous les règnes de Jean II et de Charles V.
En 1356 des compagnies de gens d'armes et de brigands se répandent dans les régions situées entre la Seine et la Loire et y commettent toutes sortes d'excès. Ils infestent particulièrement les routes de Paris à Orléans, à Chartres, à Vendôme et à Montargis.
Un de leurs principaux chefs est un Gallois nommé Ruffin, qui s'enrichit de ses brigandages et devient chevalier. Ces compagnies occupent ou rançonnent Saint-Arnoult, Gallardon, Bonneval, Cloyes, Étampes, Châtres, Montlhéry, Pithiviers-en-Gatinais, Larchant, Milly, Château-Landon, Montargis, Yèvre… Pendant ce temps Robert Knolles se met à la tête de brigands anglo-navarrais et rançonnent les frontières de la Normandie, où ils gagnent bien 100 000 écus.
Elles se recrutaient parmi des étrangers de toutes nationalités et surtout des Germaniques que le roi Édouard III d'Angleterre avait licencié après le traité de Brétigny, en 1360.
Le 24 octobre 1360, Édouard III charge Guillaume de Grantson et Nicolas de Tamworth de faire évacuer les forteresses de Champagne, de Brie, des duché et comté de Bourgogne, de l'Orléanais et du Gâtinais. Thomas Fogg et Thomas Caun celles du Perche, du Chartrain, et du Drouais. Le sire de Pommiers, Bérard et Arnaud d'Albret celles du Berry, du Bourbonnais, de la Touraine et de l'Auvergne. Amauri de Fossat et Hélie de Pommiers celles du Périgord, du Quercy et de l'Agenais. Le captal de Buch Jean de Grailly, le sire de Montferrand et Thomas de Holland, celles de la Normandie, de l'Anjou et du Maine.
Irrités de leurs déprédations, les paysans les battirent en plusieurs rencontres et les dispersèrent pour quelque temps. 
Le connétable Bertrand Du Guesclin fut employé à emmener ces compagnies en Espagne pour débarrasser le royaume de France ; elles y soutinrent contre Pierre le Cruel la cause de Henri de Trastamare, son demi-frère.
Chefs routiers célèbres :
- Arnaud de Cervole, dit l'Archiprêtre.
- Croquart
- Bernardon de la Salle
- Hugh Calveley
- Robert Knolles
- Seguin de Badefol
- Bertucat d'Albret
- John Creswell
- Cahours

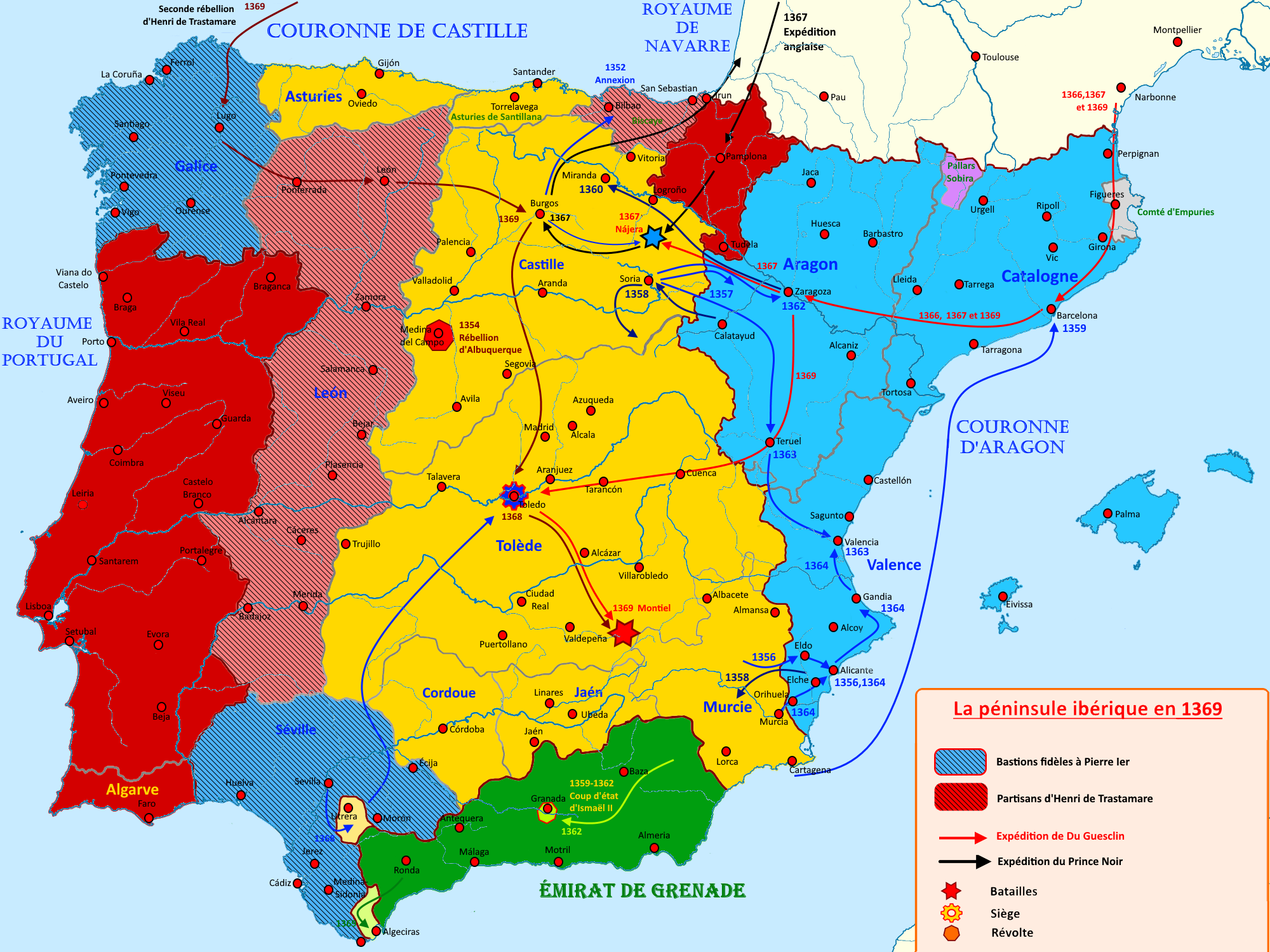
Les grandes compagnies durant la guerre civile espagnole

Après avoir placé sur le trône Henri de Trastamare, les compagnies rentrent en France. Une des compagnies pille Vire en 1368, puis, conduite par John Creswell et Folcquin Lallemant, s'empare de Château-Gontier.

#### Les Tard-Venus
Les Tard-Venus sont des mercenaires démobilisés après le traité de Brétigny du 8 mai 1360 : Le 24 octobre 1360, une trève est conclue entre Jean II le Bon et Edouard III. Le roi d'Angleterre ordonne à tous ses capitaines de libérer les diverses places fortes tenues dans le royaume de France. Les mercenaires abandonnés sans solde décident de guerroyer pour leur propre compte. Sous les ordres de Petit Meschin et Seguin de Badefol, ils sévirent de la Bourgogne au Languedoc. En 1362, à Brignais, ils défirent Jacques de Bourbon, comte de La Marche, envoyé contre eux.

#### La Compagnie Blanche
Cette compagnie s'est formée après la paix de Brétigny du 8 mai 1360 sous les ordres de John Hawkwood.

#### LesBretonset lesAnglaisen Dauphiné
De 1374 à 1411, ces compagnies accompagnent successivement le comte d'Armagnac, Turenne et Du Guesclin durant les conflits en Provence et en Italie (Grand Schisme entre papes d'Avignon et de Rome, guerres de Provence entre Louis d'Anjou et la Reine Jeanne).
Leur surnom symbolise pour les Dauphinois l'impact des guerres de Cent Ans sur leur province. L'un de leurs exploits est d'avoir pris le château de Soyons en 1381, d'où ils seront délogés par Bouville, gouverneur du Dauphiné et le maréchal de Clisson.
Principaux capitaines : Guilhem Camisard, Amaury de Sévérac, le Bâtard de Bertusan, Jean de Broquiers...

### XVesiècle

#### Les Écorcheurs
Les Écorcheurs sont des mercenaires démobilisés qui désolèrent la France au XVe siècle après le traité d'Arras de 1435

#### Les Coquillards
Les Coquillards sont également des mercenaires désœuvrés originaires principalement d’Alsace et de Suisse.
Chefs routiers célèbres :
- Le bâtard de Bourbon
- Antoine de Chabannes
- Étienne de Vignolles, dit La Hire
- Rodrigue de Villandrando
- Jean Poton de Xaintrailles

## Ailleurs
Les grandes compagnies ne sont pas uniquement propres à la France. On peut citer la Compagnie catalane des Almogavres, soldats mercenaires au service de la Couronne d’Aragon-Catalogne, majoritairement catalans et aragonais, qui avait vu le jour dans la péninsule Ibérique à l’occasion des guerres contre les Sarrasins, entre le XIIIe et le XVe siècle, et qui alla aider l'empereur byzantin Andronic II Paléologue contre les Turcs.

### En Italie
Leur apparition date de la fin des années 1200 et début des 1300 : 
Bandes formées de soldats professionnels, pour la plupart issus des basses classes sociales, prêts à tuer et à se faire tuer pour de l'argent ou pour un quelconque butin. 
Au cours de XVe siècle la plupart des princes italiens utilisaient ces troupes professionnelles dans l'art de la guerre car leurs membres avaient un niveau élevé de formation et étaient experts dans l'utilisation des nouvelles armes. 
La première unité de grande importance est la Compagnia di San Giorgio, formée par Mastino II della Scala et confiée aux ordres de Lodrisio Visconti qui, lancée à la conquête de Milan, fut battue à la bataille de Parabiago.
Le déclin de ces compagnies mercenaires s'amorce avec la naissance et le renforcement des États nationaux. 
La dernière compagnia di ventura célèbre est celle commandée Giovanni de' Medici, connu comme Jean des Bandes Noires (« Giovanni dalle Bande Nere »), au début du  Cinquecento.

## Lutte contre les grandes compagnies
- Possessions de Charles de Navarre
- Territoires contrôlés par Édouard III avant le traité de Brétigny
- Le premier traité de Londres cède l'Aquitaine des Plantagenêts aux Anglais et règle la guerre de Succession de Bretagne par une alliance du duché avec l'Angleterre
- Le deuxième traité de Londres comprend en plus la Normandie et le Maine
- Chevauchée d'Édouard III en 1359-60
- Territoires cédés par la France à l'Angleterre par le traité de Brétigny (suit le tracé du premier traité de Londres)

Royaume de France entre 1356 et 1363 : Jacqueries et Compagnies
Possessions de Charles de Navarre
Territoires contrôlés par Édouard III avant le traité de Brétigny
Le premier traité de Londres cède l'Aquitaine des Plantagenêts aux Anglais et règle la guerre de Succession de Bretagne par une alliance du duché avec l'Angleterre
Le deuxième traité de Londres comprend en plus la Normandie et le Maine
Territoires cédés par la France à l'Angleterre par le traité de Brétigny (suit le tracé du premier traité de Londres)

La lutte contre les compagnies est l'un des enjeux majeurs du retour de captivité de Jean II. Ce dernier tente de les utiliser les unes contre les autres. Ainsi, en 1363, plutôt que de leur faire la guerre, Philippe II de Bourgogne prend à son service Arnaud de Cervole dit l'Archiprêtre dont les troupes rançonnent la Bourgogne (il est même parrain du premier fils du jeune duc). Le routier reçoit de fortes rétributions de Philippe le Hardi et de Jean le Bon pour éviter les pillages. Cette stratégie se révèle désastreuse et se termine par la défaite de Brignais où les troupes levées par le roi sont mises en déroute par les compagnies en partie à cause de la trahison de l'Archiprêtre. Ce dernier récidive à la bataille de Cocherel, où il négocie avec les Navarrais puis quitte le champ de bataille en prétextant une reconnaissance. Philippe le Hardi doit employer toute sa science de la diplomatie pour calmer la colère du roi Charles V, et il soutiendra d'ailleurs Arnaud de Cervole jusqu'en 1366 date au cours de laquelle le routier est assassiné par un de ses propres hommes.
Dès 1364 et l'avènement de Charles V le ton change. Le rétablissement de l’autorité royale et de l’économie passe par l’éradication des grandes compagnies qui saignent le pays. Charles V doit faire comprendre que le royaume n’est plus un havre pour les pillards. Il traite le problème avec la plus grande rigueur et fermeté : il fait appliquer la loi et ne négocie pas avec les truands. Il réorganise l'armée en déléguant à ses frères l'organisation de la réponse militaire au sein de chaque principauté. C’est rapidement tout le pays qui s’organise contre les grandes compagnies. Chevaliers, villes, paysans envoient des contingents d'hommes pour les combattre. Les routiers français sont exécutés et les étrangers de quelque valeur soumis à rançon. Ainsi Philippe le Hardi, à la tête de l'une de ces armées, mène campagne contre elles en Normandie et dans la Beauce. En Bourgogne, c'est Hugues Aubriot, futur prévôt de Paris mais pour l'heure bailli de Dijon, et non pas le duc qui mène la vie rude à l'Archiprêtre. Cette lutte permet de roder de petites armées formées de volontaires aguerris sous commandement de chefs expérimentés et fidèles comme Bertrand Du Guesclin.
En 1365, la fin de la guerre de Succession de Bretagne démobilise de nombreux guerriers bretons. Les petits groupes étant vulnérables, ils se regroupent en grandes compagnies. Le pape Urbain V ayant eu l'idée de financer une croisade pour emmener les compagnies, en 1365 Philippe et son oncle l'empereur Charles IV descendent en Avignon proposer une croisade vers la Hongrie. Le pape finance l'expédition et Philippe croit se débarrasser d'Arnaud de Cervole. L'Archiprêtre part avec une armée qui ne dépasse pas Strasbourg car les villes ferment leurs portes à l'arrivée des routiers, la croisade ravage la Lorraine, les Vosges et les bords du Rhin. On propose d'acheminer la croisade par mer, mais les routiers refusent : c'est un nouvel échec.
Fin 1365, Charles V réussit enfin à se débarrasser d'une bonne partie des grandes compagnies qui ruinent le pays. Afin de placer son allié Henri de Trastamare sur le trône de Castille et de combattre les Anglais ailleurs que dans le royaume, il fait financer par le pape une croisade contre l'émirat de Grenade. Personne n'est dupe, si Bertrand Du Guesclin recrute parmi les grandes compagnies c'est bien pour les mener contre le roi de Castille, Pierre le Cruel, un proche du Prince noir Édouard de Woodstock. Mais le pape doit lui aussi se débarrasser de ces mercenaires qui le soumettent à tribut. Dès que la croisade a quitté le royaume, c'est l’hallali : les routiers restant sur les territoires sont éliminés sans ménagement par les forces royales. En Castille, le succès est rapide et Henri de Trastamare est couronné le 5 avril 1366. Mais à peine les compagnies démobilisées, elles sont regroupées par le Prince noir en soutien à Pierre le Cruel. Henri de Trastamarre est vaincu à Nájeraet Bertrand du Guesclin est fait prisonnier. Henri de Trastamare doit de nouveau s'enfuir en France et Pierre le Cruel reprend le pouvoir. Mais les grandes compagnies engagées avec l'argent du pape sont massacrées, et d'autre part, cette victoire coûte très cher aux Anglais, car Pierre le Cruel n’a pas les moyens de payer l’armée qui l’a remis sur le trône. C’est ruiné et devant se débarrasser des grandes compagnies que le Prince noir regagne l’Aquitaine.
En 1368, Louis d'Anjou, lieutenant du roi en Languedoc, finance Henri de Transtamare afin qu'il remobilise les routiers partis vers le Languedoc pour qu'il puisse reprendre sa couronne. Il en utilise le plus grand nombre pour attaquer la Provence, sur laquelle il a des vues et pour faire pression sur le pape qui vient de réinstaller le Saint-Siège à Rome à la fureur de Charles V qui perd ainsi un de ses plus puissants relais diplomatiques. La Provence ayant fait front contre l'assaut, et Jeanne de Naples ayant fait miroiter au duc d'Anjou une éventuelle adoption, ce dernier renvoie les compagnies avec Bertrand Du Guesclin à leur tête soutenir Henri de Trastamare.
Mais une partie des grandes compagnies est partie vers le nord et pille l'Auvergne et le Berry alors que le duc Jean est encore retenu en otage en Angleterre pour garantir l'exécution du traité de Brétigny. Philippe le Hardi organise la défense de la Bourgogne selon le principe de la terre déserte ; il fait le vide devant l'ennemi et tient toutes les forteresses. Faute de ravitaillement, les grandes compagnies vident les lieux et marchent sur Paris mais les mercenaires se heurtent à l'armée royale et refluent vers le Poitou où ils finissent par se faire acheter par le roi Charles V. Elles sont alors incorporées en 1369 à l’armée française qui va participer dès lors à la reconquête des territoires concédés à l'Angleterre par le traité de Brétigny.

#### Études historiques
- Françoise Autrand, Charles V : le Sage, Paris, Fayard, 1994, 909 p. (ISBN 2-213-02769-2, présentation en ligne).
- Germain Butaud, Les compagnies de routiers en France (1357-1393), Clermont-Ferrand, LEMME edit, coll. « Illustoria. MA » (no 2), 2012, 103 p. (ISBN 978-2-917575-28-4, présentation en ligne).
- Philippe Contamine, « Les compagnies d'aventure en France pendant la guerre de Cent Ans », Mélanges de l'École française de Rome. Moyen Âge, Temps modernes, Rome, École française de Rome, t. 87, no 2,‎ 1975, p. 365-396 (lire en ligne).
- Jean Favier, La Guerre de Cent ans, Paris, Fayard, 1980, 678 p. (ISBN 2-213-00898-1).
- Georges Minois, La Guerre de Cent Ans, Paris, Perrin, coll. « Tempus » (no 319), 2016 (1re éd. 2008), 804 p. (ISBN 978-2-262-06454-9).
- Hercule Géraud, « Les routiers au douzième siècle », Bibliothèque de l'École des chartes, Paris, Typographie de Firmin Didot frères, t. 3,‎ 1841-1842, p. 125-147 (lire en ligne).
- Hercule Géraud, « Mercadier. Les routiers au treizième siècle », Bibliothèque de l'École des chartes, Paris, Typographie de Firmin Didot frères, t. 3,‎ 1841-1842, p. 417-447 (lire en ligne).
- Guilhem Pépin (dir.), François Lainé (dir.) et Frédéric Boutoulle (dir.), Routiers et mercenaires pendant la guerre de Cent ans. Hommage à Jonathan Sumption : actes du colloque de Berbiguières, 13-14 septembre 2013, Bordeaux / Pessac, Ausonius (no 28), 2016, 357 p. (ISBN 978-2-35613-149-2, présentation en ligne, lire en ligne).
- Manuel Sanchez, « Les villes de Catalogne et les Grandes Compagnies, 1360-1380 », dans Villes en guerre (XIVe – XVe siècle). Actes du colloque tenu à l’université de Provence (Aix-en-Provence, 8-9 juin 2006), Aix-en-Provence, Publications de l’Université de Provence, 2008.
- David Fiasson (ill. Edouard Groult), « Les grandes compagnies : Soldats de fortune, rapaces de haut vol », Guerres & Histoire, no 61,‎ juin 2021, p. 42-47.

#### Littérature
- Une des pièces en prose du recueil Gaspard de la nuit d'Aloysius Bertrand, Les Grandes Compagnies (1364), évoque ces mercenaires durant la guerre de Cent Ans.
- Arthur Conan Doyle, La Compagnie Blanche, Phébus, 1995.
- Alexandre Dumas, Le Bâtard de Mauléon.